# Trivia (geslacht)
Trivia is een geslacht van weekdieren uit de klasse van de Gastropoda (slakken).

## Soorten
- Trivia arctica (Pulteney, 1799)
- Trivia candidula (Gaskoin, 1836)
- Trivia coccinelloides (J. de C. Sowerby I, 1822) †
- Trivia cylindrica Dolin, 2001
- Trivia dakarensis Schilder, 1967
- Trivia grohorum (Fehse & Grego, 2008)
- Trivia insecta (Mighels, 1845)
- Trivia leditae Rios, 2009
- Trivia levantina Smriglio, Mariottini & Buzzurro, 1998
- Trivia mediterranea (Risso, 1826)
- Trivia merlini Fehse & Van de Haar, 2015 †
- Trivia monacha (da Costa, 1778)
- Trivia multilirata (G. B. Sowerby II, 1870)
- Trivia napolina (Kiener, 1843)
- Trivia parvula Schilder, 1933 †
- Trivia pinguior Marwick, 1926 †
- Trivia retusa (J. de C. Sowerby, 1822) †
- Trivia spongicola Monterosato, 1923
- Trivia testudinella S. V. Wood, 1842 †
- Trivia vitrosphaera Dolin, 2001